# Proville British Cemetery
Le cimetière « Proville British Cemetery » est un cimetière militaire de la Première Guerre mondiale situé sur le territoire de la commune de Proville, Nord.

## Localisation
Ce cimetière est situé dans le village, au beau milieu des jardins et des habitations, à l'est, dans la rue Gabriel-Péri, non loin de l'église Saint-Crépin. On y accède par un sentier d'une vingtaine de mètres.

## Historique
Occupée dès la fin août 1914 par les troupes allemandes, Proville est restée loin des combats jusqu'au 21 novembre 1917, premier jour de la bataille de Cambrai, date à laquelle le village a été capturé par la 51e division britannique avec appui de chars, mais abandonné quelques jours plus tard. Le village a été définitivement repris les 8 et 9 octobre 1918. Ce cimetière a été créé à cette date.

## Caractéristique
Il y a maintenant 149 tombes de soldats britanniques sur ce site dont 27 ne sont pas identifiés. Le cimetière a été conçu par WC Von Berg.

## Galerie

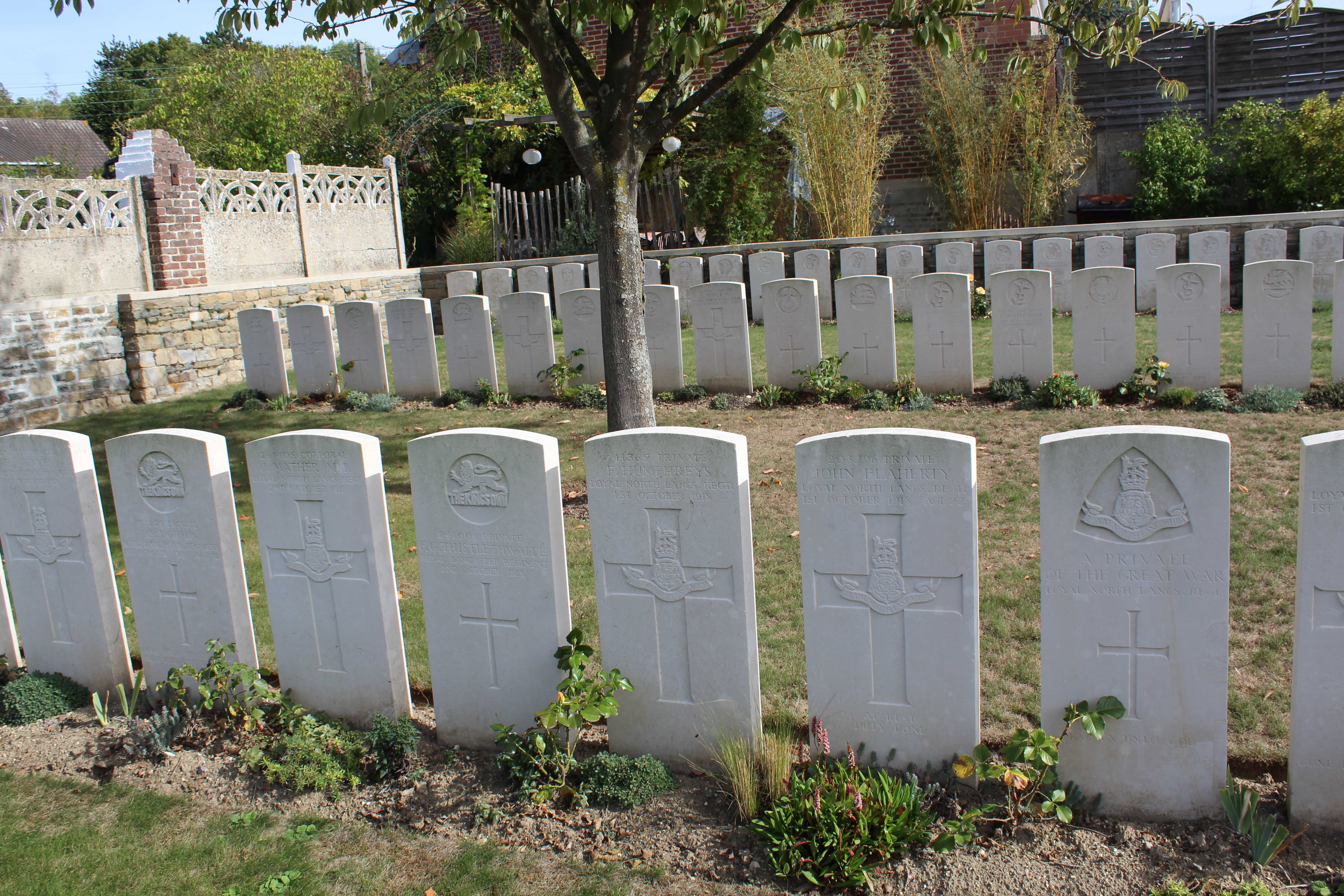
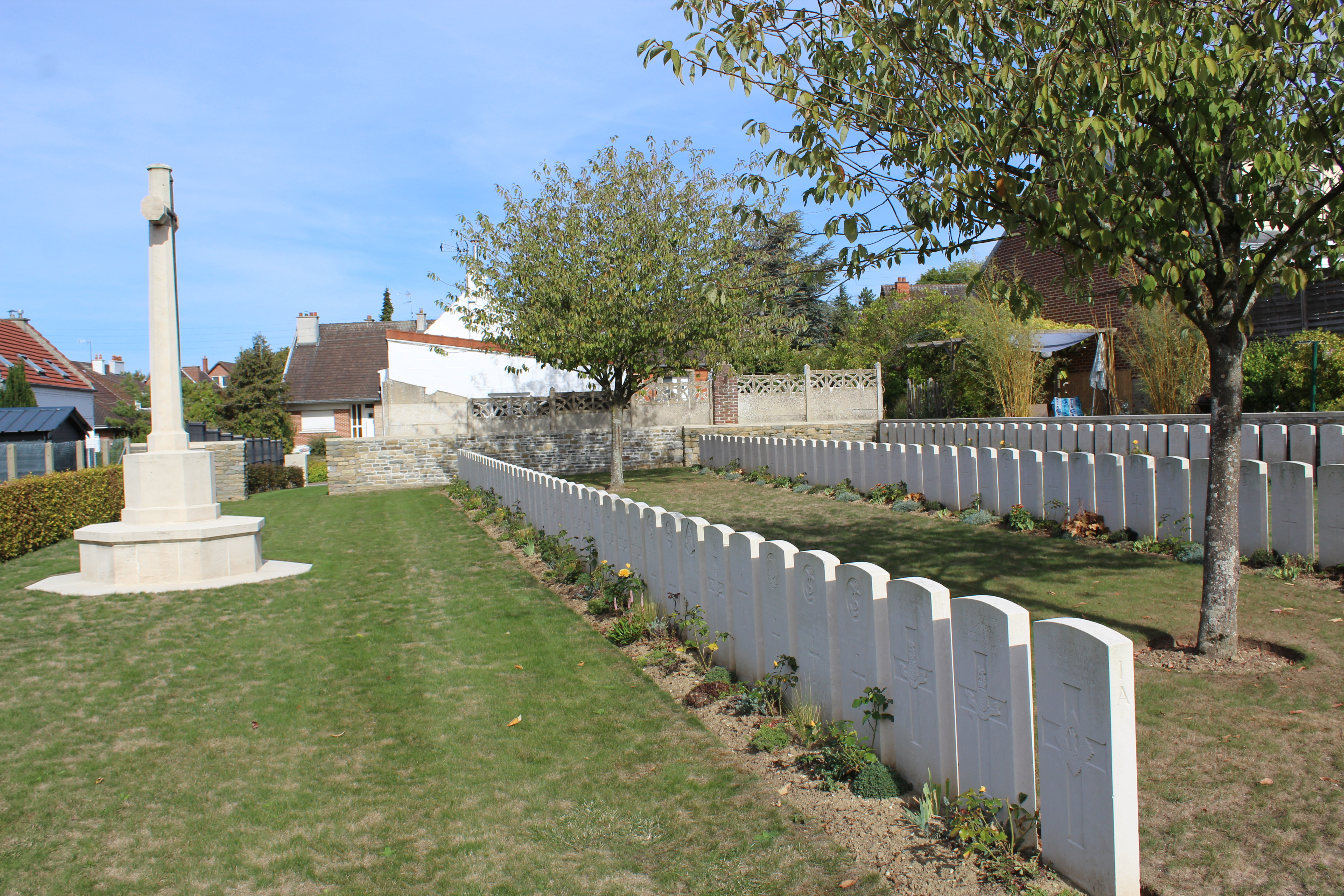
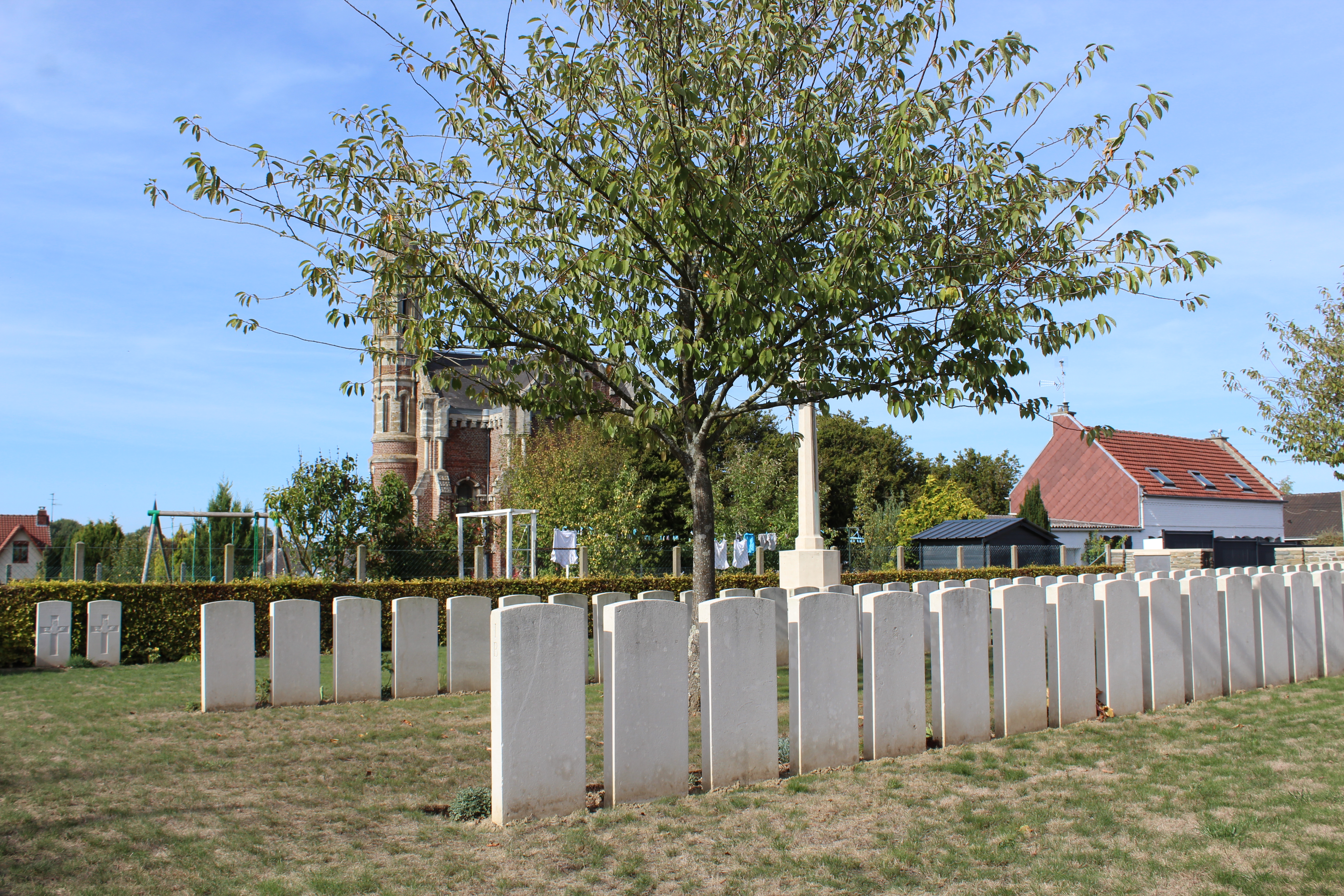
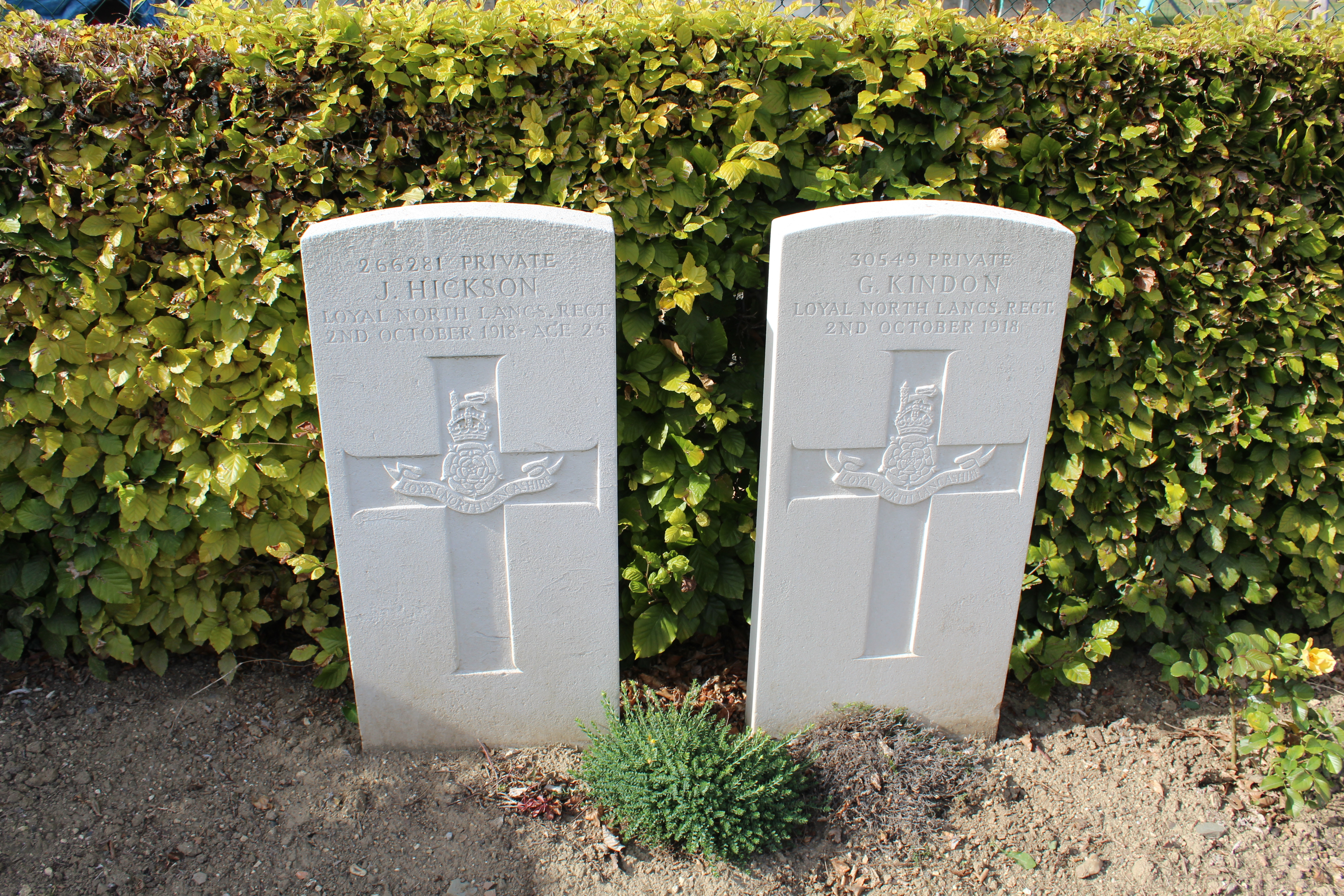

## Sépultures
| Pays        | Sépultures |
| ----------- | ---------- |
| Royaume-Uni | 149        |